# Vibeke Bolinder
Vibeke Bolinder, född 1936 i Sandviken och död 2009, var en svensk journalist och TV-producent.
Bolinder anställdes 1968 vid Sveriges Television. Bland annat var hon i flera år redaktionschef för programmet Aktuellt för invandrare på TV1. Producerade 1986 programmet Två världar om en svensk kvinna som flyttat till Turkiet.
Åren innan är en dokumentärroman från 2009 om Bolinders tidiga år och hennes föräldrar, kyrkoherde Per Bolinder och Ingeborg (född Ericsson). Boken uppmärksammades framförallt som en skildning av modern, som drabbades av Alzheimers sjukdom under 1950-talet.